# Chepén
Chepén (mochica: Chepeng, Chepen o Chepec)[cita requerida] es una ciudad peruana, capital del distrito y la provincia homónimos en el departamento de La Libertad. Es conocida como La perla del Norte por su producción agrícola, especialmente de arroz. Tomó su nombre de un curaca de la región llamado Francisco Chepén.
Ubicada a unos 130 km de la ciudad de Trujillo, es la segunda ciudad más importante del departamento, con una población estimada para el 2020 de 47 659 hab.
En sus cercanías se halla la represa de Gallito Ciego, que ha permitido dotar a la zona de una importante producción de arroz, caña de azúcar y árboles frutales, especialmente el  mango y la palta.

## Geografía
Chepén está extendida sobre la costa del Pacífico norte del departamento de La Libertad, entre dos cuencas hidrográficas; con una superficie de 1,142.43 km², y a una altitud de 130 m s. n. m., ocupando una predominante área de valle y desierto norteño. Su territorio presenta la forma de una ancha V invertida, cuyos límites por el Norte están con el departamento de Lambayeque, por el Sur con la provincia de Pacasmayo (distrito de Guadalupe), por el Este con el departamento de Cajamarca y hacia el Oeste con el Océano Pacífico. Así mismo, su geografía posee una diversidad de medios naturales. (Alva,Johnny:2008)

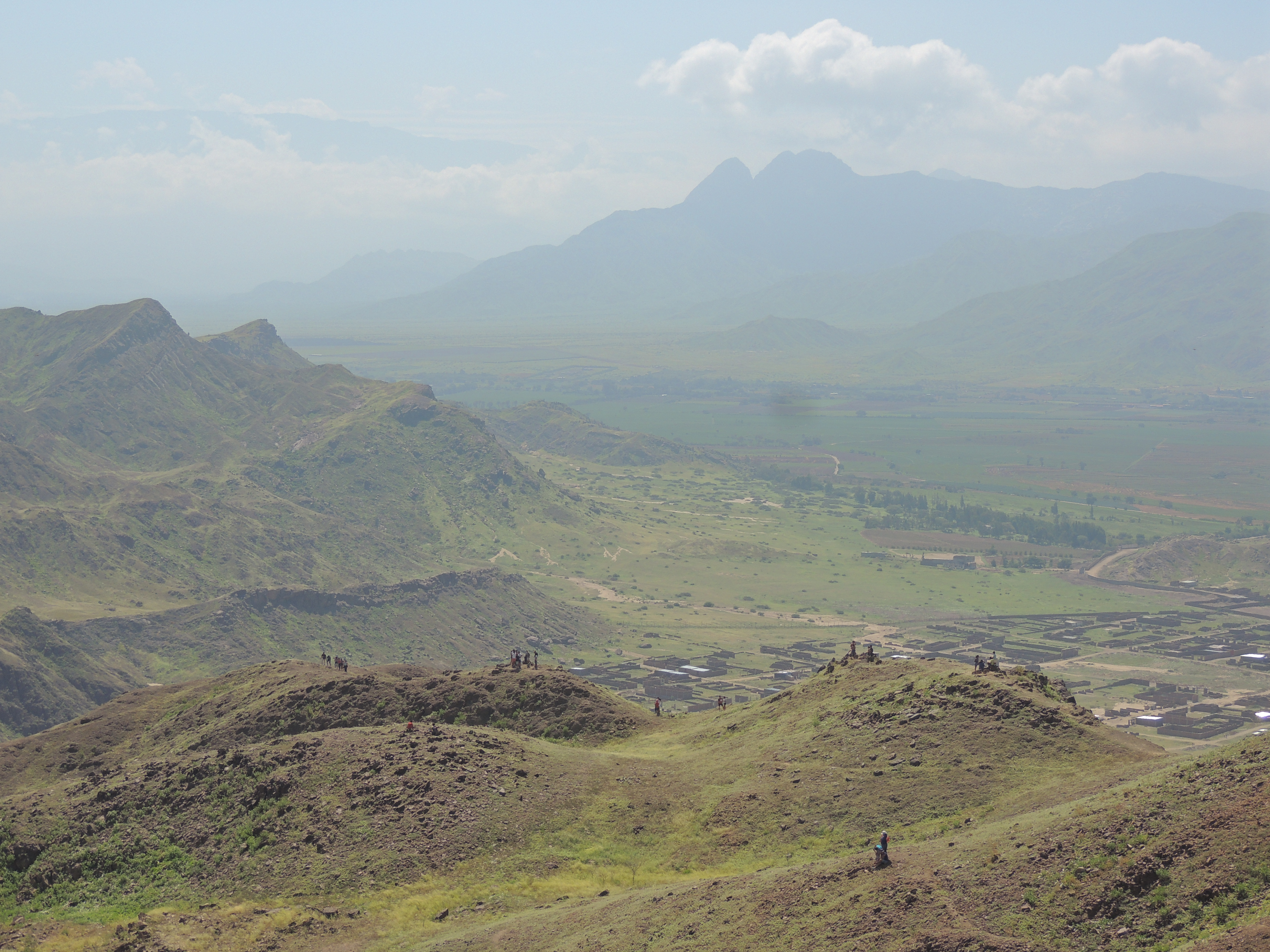
Típico paisaje de sus cerros durante el FEN. Al fondo el C° Horcón

### Clima
En esta parte de la costa de Perú, la tierra es caliente y seca, como describiría Cieza de León, porque "no llueve en ella... sino es un tan pequeño rocío, que apenas en algunas partes mata el polvo; y por esta (...) tierra (...) no se cria hierbas, sino toda es arenales y pedregales sequísimos, y lo que en ellos nace son árboles de poca hoja y sin fruto ninguno; también nacen muchos géneros de cardones y espinas, y a partes ninguna cosa de estas, sino arena solamente" (Cieza, Pedro:1548). 
Esta ausencia de precipitaciones se debe, en las explicaciones de Brack, a que los vientos alisos húmedos, al pasar sobre las aguas frías de la corriente marina de Humboltd, se enfrían y producen un colchón de neblina hasta los 800 a 1000 m s. n. m., con temperaturas bajas de cerca de 13 °C. Encima de dicho colchón, la temperatura aumenta de 13 °C a 24 °C, el aire cálido absorbe la humedad, impidiendo la formación de nubes de lluvia.
Además de esta condición climática del medio, habría que subrayar su particular geología, marcada por la antigua cordillera del litoral que tiene una extensión de 20 km de norte a sur y está a 10 km de la línea de costa, generando con su ubicación dos zonas diferenciadas : una estéril (al Oeste) y otra fructífera (al Este). La esterilidad del sector Oeste en esta geografía del valle Jequetepeque, resulta de la erosión eólica por la exposición a los vientos del mar, mientras el resto del lado a sotavento queda protegido por la antigua cordillera del litoral. Este fenómeno natural ha hecho posible el desarrollo de la agricultura y otras actividades humanas al interior de la provincia de Chepén. (Alva,Johnny:2015)

### Paisaje

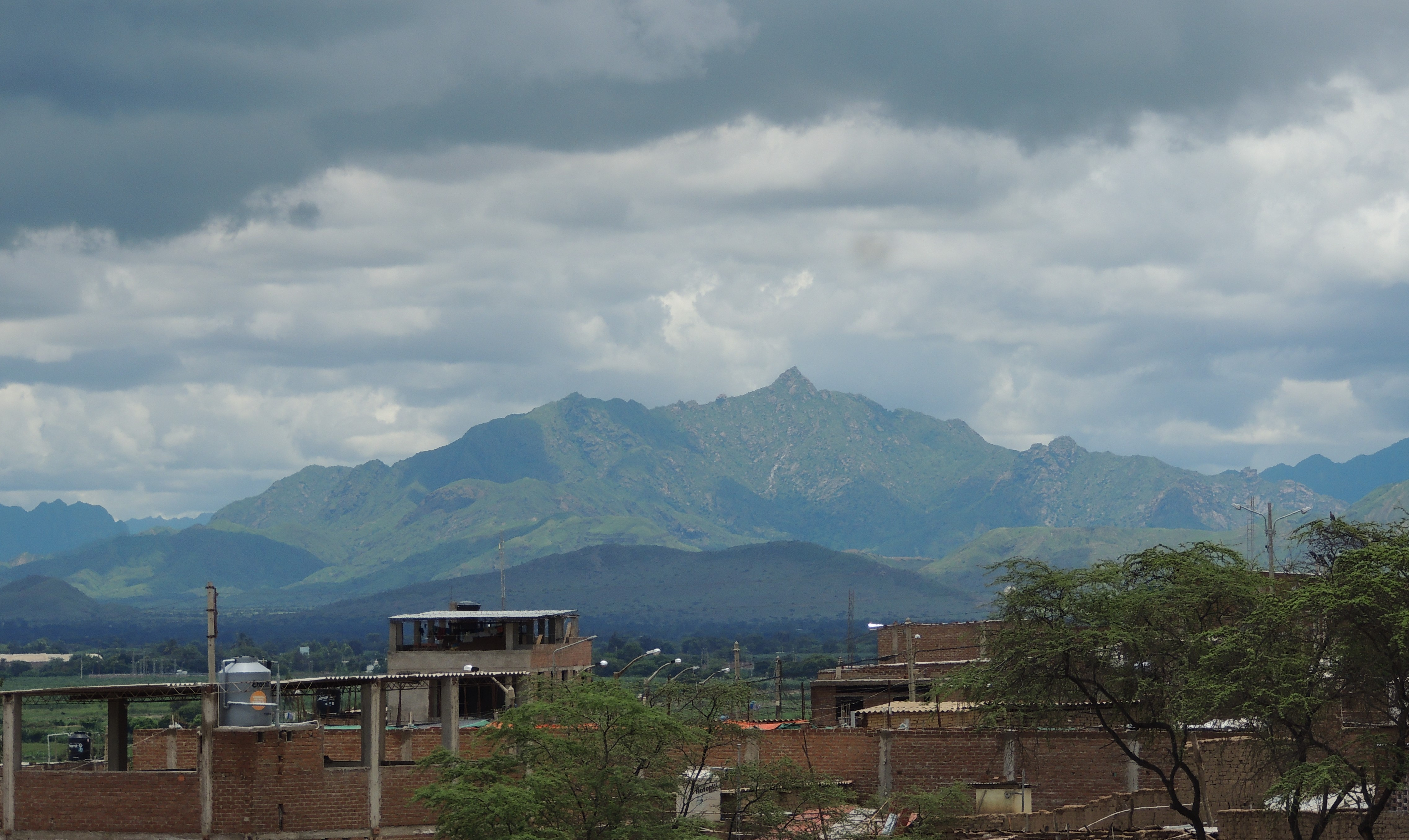
La segunda montaña más alta de Chepén, flanquea la ciudad por el Este.

Por su ubicación, la provincia presenta diversos paisajes, típico de un desierto verde. A orillas del litoral, en el desierto, al interior del valle o en sus cerros costeros. 

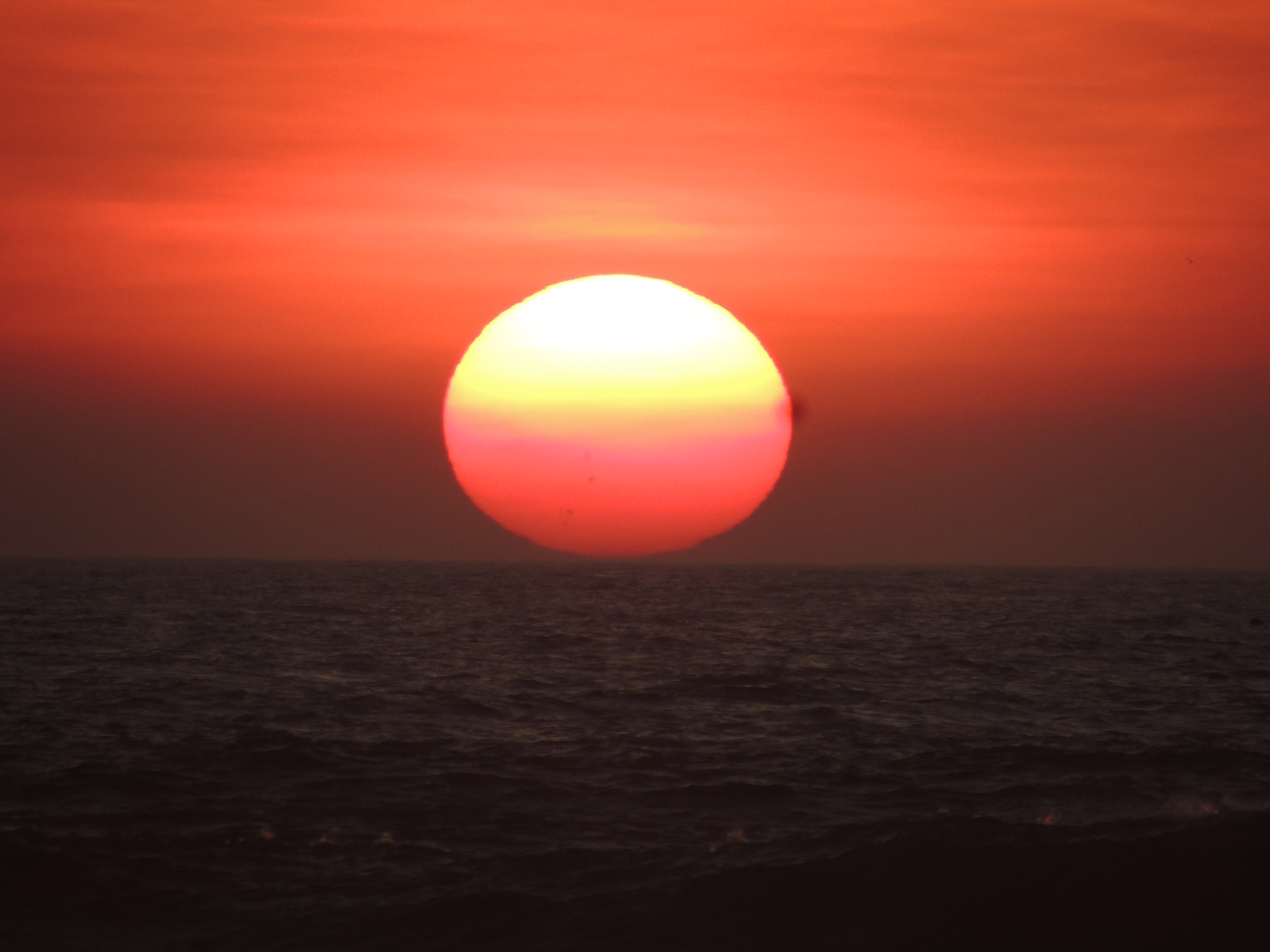
Un singular ocaso en el litoral de Chepén

## Población
La ciudad tiene 76.529 habitantes. Se encuentra enclavada en una zona arrocera por excelencia, posee industrias alimenticias primarias y de producción de tintes industriales. Posee una superficie de 287.34 km² a unos 130 m s. n. m.

## Turismo
La Provincia de Chepén presenta diversos recursos turísticos que van desde el período prehispánico al republicano, de los cuales podemos citar:
- Complejo arqueológico del cerro de Chepén.- Es un recinto de 40 ha., de extensión; correspondiente al período moche tardío. El mismo que está rodeado por una muralla perimétrica de 1 717 m de largo que protege a diversas construcciones edificadas con piedra y barro. Su ubicación, en la cima del cerro, le confirió a los habitantes del sitio la ventaja adicional de tener acceso directo a terrenos agrícolas que actualmente presentan alto rendimiento productivo, y que antiguamente habrían sido irrigados con aguas de los canales Serrano y Chepén (Eling, 1987: 256-445). El sitio mismo se ubica a solo 3,5 km al sur del cauce actual del río San Gregorio que, si bien se “seca” durante los meses invernales, presenta numerosos bolsones permanentes de aguas subterráneas asociados. Y a 139 km de distancia de la ciudad de Trujillo.

- Zona  arqueológica de San José del Moro.- Se trata de un cementerio mochica, del cual se ha recuperado varias sacerdotisas, siendo la más importante la hallada en 1991 por los arqueólogos Luis Jaime Castillo y Christopher Donnan; que indicaron que se trató de una mujer que participaba de los rituales de sacrificio a través de la presentación de la copa que contenía la sangre de las víctimas. Las exploraciones que se realizan en el lugar se efectúan de 3 maneras: perforaciones de Bota, de Cámara y de Pozo.[7] Actualmente La Universidad Católica del Perú realiza los estudios de investigación a través del Programa Arqueológico del mismo nombre.[8]

- Complejo arquitectónico de Lurifico.- Se trata de una construcción imponente de 1888, que nos recuerda ha aquellas construcciones medievales del Viejo Continente. Está construido en su totalidad con barro y adobe, utilizando de manera esporádica el ladrillo rojo con amalgama de calicanto en los portones, ventanas y arcos como cornisas, así como la chimenea. Durante la guerra con Chile, fue sede del consulado estadounidense. En una etapa de su historia, fue propiedad del expresidente del Perú José Balta Montero.

- Casona de Talambo.- Ubicado en el distrito de Chepén, se localiza en el parque principal del pueblo de Talambo. Se trata de un edificio que perteneció a la ex Casa Hacienda; de muros anchos, pisos de madera, pasadizos ocultos y amplios patios; correspondió al último período colonial e inicios de la República. Un episodio relevante fue las "malas inteligencias entre colonos y patrón, que culminaron con los incidentes ocurridos el 4 de agosto de 1863, (…) pretexto que le permitió (a los españoles) iniciar las ansiadas reclamaciones contra el Perú. (…)" el mismo que terminó con el Combate naval del 2 de mayo, con resultados favorables para Perú.

## Festividades
- Fiesta de San Sebastián. Es la fiesta patronal de Chepén y es celebrada 20 de enero en honor a San Sebastián.

- Marzo: Semana Santa en Chepén, festividad religiosa, de cantos y rezos conmemorando los acontecimientos de la Vía Crucis de Cristo. Aún quedan esculturas, que conmemoraban los diversos momentos estas van ascendiendo hasta el cerro muy cerca a esta localidad. El Corpus Christi, una fiesta que mueve miles de chepenanos que se reúnen para dar gracias a Dios eucaristía, instituciones, grupos y barrios preparan sus alfombras muy coloridas y altares pintorescos llenos de fe y amor.

- Mes Morado, las tradicionales peregrinaciones al Señor de los Milagros, Patrón de nuestra patria, todo el pueblo se pone de pies y sale a darle un homenaje a nuestro Señor, quien recorre todo Chepén, en octubre esta ciudad se viste de morado y sus calles adornadas reciben la tradicional procesión acompañada de la hermandad, sahumadoras, grupo de procesiones y fieles devotos, en esta fiesta se recibe amor y fe.
- Semana Jubilar de la localidad festividad de carácter folclórico, asistencia de bandas y eventos DEPORTIVOS. Del 8 al 15 de noviembre.
- . Fiesta a la Santísima Virgen Inmaculada Concepción , del 5 al 15 de diciembre esta fiesta mariana, una celebración que ha reunido y reúne un sinnúmero de fieles que durante esta fiesta veneran y honran a la Madre de Dios, el último día sale en andas la Santísima Virgen, acompañada de niños, jóvenes y adultos. Cada barrio se preparan con banderines, altares y alfombras para la considerada protectora del pueblo de Chepén. En esta fiesta, los católicos chepenanos rinden homenaje a la Virgen Inmaculada con bandas y mariachis.

## Origen del chifa
Los chinos llegaron en 1850 a las haciendas de Chepén a trabajar en labores agrícolas, traían sus costumbres culinarias y dada la variedad de verduras y frutos de la zona crearon una mistura. Posteriormente al liberarse se dedicaron al comercio tanto en Chepén y Trujillo, donde abrieron los conocidos chifas. Posteriormente emigraron a Lima y se ubicaron cerca del Mercado Central. Dado a su espíritu gregario ahora están ubicados en la Calle Capón de Lima.La etnotecnología alimentaria ha permitido investigar y analizar que Chepén sería el lugar donde nació la cocina chifa refiere los estudios de Andrés Tinoco, investigador de la Universidad Nacional de Trujillo.
En Chepén existieron muchos chifas pero los más reconocidos en su época fueron El Dragón, El Kong Wa con su chef German Kcomt, y el chifa Soy Ling con sus Chefs Alfonso Shiokey León Jho y Olga Victoria Chang Castañeda quienes fueron muy reconocidos por todo el valle de Jequetepeque por el más original preparó las comidas orientales.